# Alexandr Dugin
Alexándr Gélievitch Dúgin (em russo:  Алекса́ндр Ге́льевич Ду́гин, 7 de janeiro de 1962, Moscou, RSFSR, URSS) é um cientista político e filósofo político russo. Dugin tem sido apontado como uma inspiração para as ideias do atual Presidente russo Vladimir Putin, embora alguns analistas contestem a amplitude de sua influência.
Ele foi o principal organizador do Partido Bolchevique Nacional, da Frente Bolchevique Nacional e do Partido da Eurásia. Ele também serviu como conselheiro do presidente da Duma Estatal Gennadiy Seleznyov e membro líder do partido governante Rússia Unida, Sergei Naryshkin. Dugin é autor de mais de 30 livros, dentre eles “Fundamentos da Geopolítica” (1997) e “A Quarta Teoria Política” (2009).
Pode se observar em Dugin a influência de diversas ideologias e filosofias políticas, ligadas a espectros que vão desde a extrema-esquerda à direita, mas sobretudo vinculadas à extrema-direita. Dentre essas influências destacam-se ideias da Nouvelle Droite de Alain de Benoist, da chamada Escola Perenialista, e do Movimento Revolucionário Conservador, principalmente de Carl Schmitt, autor de quem Dugin extrai vários de seus principais conceitos sociológicos, sempre adaptados às condições da Rússia.

## Biografia
Dugin nasceu em Moscou, no seio da família de um coronel-general da inteligência militar soviética e candidato a advogado, Geliy Alexandrovich Dugin, e de sua esposa Galina, médica e candidata a medicina. Seu pai deixou a família quando ele tinha três anos, mas garantiu que eles tivessem um bom padrão de vida e ajudou Dugin a se livrar de problemas com as autoridades na ocasião. Ele foi transferido para o serviço de alfândega devido ao comportamento de seu filho em 1983. Em 1979, Aleksandr entrou no Instituto de Aviação de Moscou, mas não se formou e teve que fazer um curso por correspondência em uma faculdade diferente. Ele então obteve o mestrado em filosofia e, por fim, dois doutorados, um em sociologia e outro em ciências políticas.

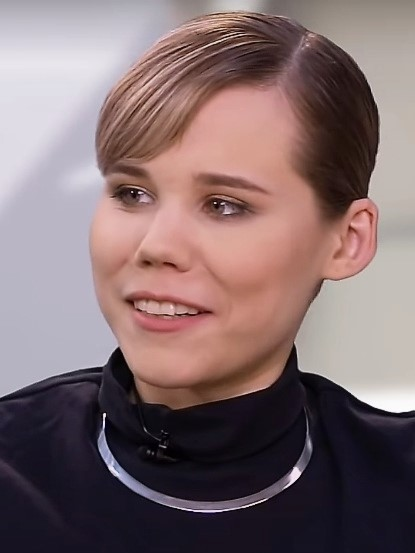
Darya Dugina
(1992-2022) em Abril de 2022.

Em 1980, Dugin se juntou ao 'grupo Yuzhinsky', um grupo dissidente de vanguarda que se envolveu com o satanismo e outras formas de ocultismo. No grupo, ele era conhecido por abraçar o nazismo, que atribui a uma rebelião contra sua ascensão soviética, em oposição à simpatia genuína por Hitler. Ele adotou um alter ego com o nome de 'Hans Siever', uma referência a Wolfram Sievers, um pesquisador do paranormal nazista. Estudando sozinho, ele aprendeu a falar italiano, alemão, francês,inglês e espanhol. Ele também descobriu os escritos de Julius Evola na Biblioteca Estadual de VI Lenin e adotou as crenças da Escola Perenialista.
A primeira esposa de Dugin foi Evgenia Debryanskaya, uma ativista russa. Eles têm um filho, Artur, que deram o nome em homenagem a Arthur Rimbaud.
Dugin teve uma filha, Darya Dugina, formada em filosofia pela Universidade Estatal de Moscou, de sua segunda esposa, a filósofa Natalya Melentyeva. Dugina foi morta em 20 de Agosto de 2022 nos arredores de Moscou quando o carro que ela dirigia explodiu. O carro foi relatado como sendo de seu pai, com os investigadores afirmando que ele poderia ter sido o alvo pretendido.
No dia 22 de agosto, o Serviço Federal de Segurança da Federação Russa (FSB) acusou o Serviço de Segurança da Ucrânia (SBU) pela morte de Darya Dugina.

### Relações com o Brasil
Dugin promove palestras eventuais no Brasil desde 2012, quando palestrou na Universidade Estadual do Rio de Janeiro e na USP. Desde então, Dugin vem fazendo palestras e visitas periódicas no Brasil, onde há seguidores de suas teorias. Contribuiu ainda para sua popularidade no país o debate entre Dugin e o controverso escritor Olavo de Carvalho, publicado na forma de livro.
Dugin é especialmente interessado na cultura brasileira. Falante de português, interessa-se por autores como Vinícius de Morais, Ariano Suassuna e Vicente Ferreira da Silva.

### Carreira e Visões Políticas

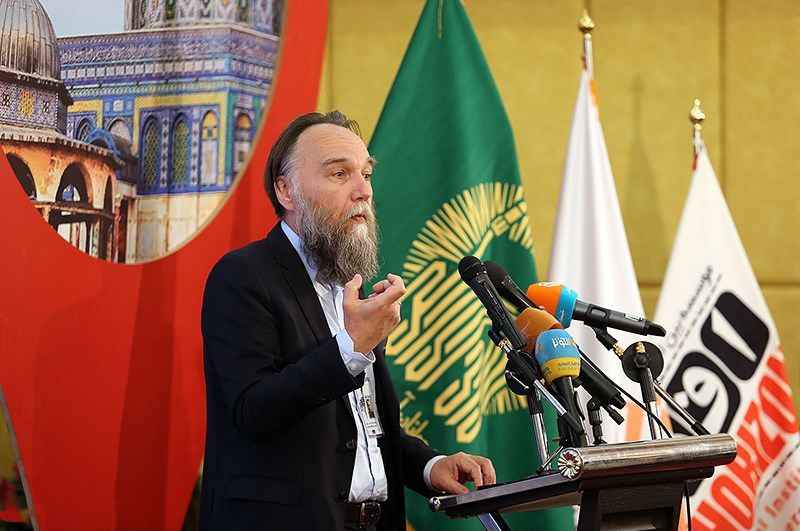
Aleksandr Dugin, na Conferência "New Horizon", 2018

Na década de 1980, Dugin era um dissidente e anticomunista. Trabalhou como jornalista antes de se envolver na política pouco antes da queda do comunismo. Em 1988, ele e seu amigo Geydar Dzhemal ingressaram no grupo ultranacionalista Pamyat (Memória), que mais tarde daria origem ao fascismo russo. Ele ajudou a escrever o programa político para o recém-fundado Partido Comunista da Federação Russa sob a liderança de Gennady Zyuganov.
Dugin publicou “Fundamentos da Geopolítica” em 1997; este trabalho foi usado como um livro-texto na Academia do Estado-Maior General dos militares russos, e alarma cientistas políticos nos Estados Unidos, às vezes referenciado por eles como "Destino Manifesto da Rússia". Também em 1997, seu artigo, "Fascismo — Sem Fronteiras e Vermelho", proclamou a chegada de um "fascismo fascista genuíno, verdadeiro, radicalmente revolucionário e consistente" na Rússia. Ele acredita que não foram "de forma alguma os aspectos racistas e chauvinistas do nacional-socialismo que determinou a natureza de sua ideologia. Os excessos desta ideologia na Alemanha são uma questão exclusivamente dos alemães … enquanto o fascismo russo é uma combinação de conservadorismo nacional natural com um desejo apaixonado por mudanças verdadeiras. A Waffen-SS (ramo militar da SS) e especialmente o setor científico deste organização, Ahnenerbe , "era" um oásis intelectual no quadro do regime nacional-socialista ", segundo ele.
Em uma entrevista de 1999 para a mídia polonesa, Dugin explica: "No cristianismo ortodoxo russo, uma pessoa é parte da Igreja, parte do organismo coletivo, assim como uma perna. Então, como uma pessoa pode ser responsável por si mesma? Perna ser responsável por si mesma? É aqui que se origina a ideia de estado, estado total. Também por isso, os russos, por serem ortodoxos, podem ser os verdadeiros fascistas, ao contrário dos fascistas italianos artificiais: de tipo gentio ou seus hegelianos. O verdadeiro hegelianismo é Ivan Peresvetov — o homem que no século 16 inventou a oprichnina para Ivan, o Terrível. Ele foi o verdadeiro criador do fascismo russo. Ele criou a ideia de que o Estado é tudo e um indivíduo não é nada".
Dugin logo começou a publicar seu próprio jornal intitulado “Elementy”, que inicialmente elogiou o franco-belga Jean-François Thiriart , tardiamente um defensor de um "império euro- soviético que se estenderia de Dublin a Vladivostok e também precisaria se expandir para o sul, uma vez que requer um porto no Oceano Índico". Consistentemente glorificando a Rússia czarista e estalinista, “Elementy” também indicou sua admiração por Julius Evola. Dugin também colaborou com o jornal semanal Den (The Day), anteriormente dirigido por Alexander Prokhanov.

### Participação em partidos políticos

#### Partido Eurásia (Evrasia)
O Partido Eurasia, que promove ideias neo-eurasianistas, foi lançado em abril de 2001. Dugin foi relatado como o fundador do grupo. Ele disse que o movimento enfatizaria a diversidade cultural na política russa e se oporia à "globalização ao estilo americano, e também resistiria a um retorno ao comunismo e ao nacionalismo". Foi oficialmente reconhecido pelo Ministério da Justiça em 31 de maio de 2001. O Partido da Eurásia reivindica o apoio de alguns círculos militares e de líderes da fé cristã ortodoxa na Rússia, e o partido espera desempenhar um papel fundamental nas tentativas de resolução o checheno problema, com o objetivo de preparar o terreno para o objetivo de Dugin de uma aliança estratégica da Rússia com os estados europeus e do Oriente Médio, principalmente o Irã. Em 2005, Dugin fundou a União da Juventude Eurasiana da Rússia como a ala jovem do Movimento Internacional da Eurásia.

#### Partido Bolchevique Nacional
Em 1992, Eduard Limonov fundou a Frente Bolchevique Nacional como um amálgama de seis grupos menores. Aleksandr Dugin estava entre os primeiros membros e foi fundamental para convencer Limonov a entrar na política, e assinou a declaração de fundação do partido em 1993. O partido atraiu a atenção pela primeira vez em 1992, quando dois membros foram presos por posse de granadas. O incidente deu ao partido publicidade para uma campanha de boicote que eles estavam organizando contra produtos ocidentais. O partido uniu forças com a Frente de Salvação Nacional (uma ampla coalizão de comunistas e nacionalistas russos). Em 1998, Dugin deixou o partido como resultado de um conflito com outros membros do partido. Isso levou o partido a se mover ainda mais para a esquerda no espectro político da Rússia e levou membros do partido a denunciar Dugin e seu grupo como fascistas.

### Editor-chefe da Tsargrad TV
Dugin foi nomeado editor-chefe da Tsargrad TV pelo empresário Konstantin Malofeev logo após a fundação da estação de TV. Sua filha, Darya era comentarista da TV  e, como o pai, era defensora da invasão da Ucrânia pela Rússia.

## Ideias

### Ideologia
Dugin desaprova o liberalismo e o Ocidente, particularmente a hegemonia dos EUA. Ele afirma que "Estamos do lado de Stalin e da União Soviética". Diz-se conservador: “Nós, conservadores, queremos um Estado forte e sólido, queremos ordem e família sã, valores positivos, o reforço da importância da religião e da Igreja na sociedade”. Ele acrescenta: “Queremos rádio patriótica, TV, especialistas patrióticos, clubes patrióticos. Queremos uma mídia que expresse os interesses nacionais”. Segundo a cientista política Marlene Laruelle, o pensamento de Dugin, principal fabricante de um fascismo à russa, poderia ser descrito como uma série de círculos concêntricos, com ideologias de extrema-direita sustentadas por diferentes tradições políticas e filosóficas (nazismo esotérico, tradicionalismo, perenialismo, a revolução conservadora alemã e a nova direita europeia) em sua espinha dorsal.
Dugin apoia o pensamento de Martin Heidegger, notadamente o conceito geofilosófico de Dasein (Ser-aí). De acordo com Dugin, as forças da civilização ocidental liberal e capitalista representam o que os antigos gregos chamavam de hubris, "a forma essencial de titanismo" (a forma anti-ideal), que se opõe ao Céu ("a forma ideal- em termos de espaço, tempo, ser"). Em outras palavras, o Ocidente resumiria "a revolta da Terra contra o Céu". Ao que ele chama de universalismo "atomizador" do Ocidente, Dugin contrasta um apofático universalismo, expresso na ideia política de "império". Os valores da democracia, dos direitos humanos, do individualismo, etc. não são considerados por ele como universais, mas exclusivamente ocidentais. Em 2019, Dugin travou um debate com o intelectual francês Bernard-Henri Lévy sobre o tema do que tem sido chamado de "a crise do capitalismo" e a insurreição dos populismos nacionalistas.

### Geopolítica
Dugin defendeu pontos de vista fascistas, e teorizou a fundação de um "império euro-asiático" capaz de lutar contra o mundo ocidental liderado pelos Estados Unidos. A este respeito, ele foi o organizador e o primeiro líder do Partido Bolchevique Nacional de 1993 a 1998 (junto com Eduard Limonov) e, posteriormente, da Frente Bolchevique Nacional e do Partido da Eurásia , que então se tornou uma associação não governamental. A ideologia eurasiática de Dugin, portanto, visa a unificação de todos os povos de língua russa em um único país, por meio do desmembramento territorial forçado das ex-repúblicas da União Soviética. No início da década de 1990, o trabalho de Dugin na Frente Bolchevique Nacional incluiu pesquisas sobre as raízes dos movimentos nacionais e as atividades de apoio a grupos esotéricos na primeira metade do século XX. Em parceria com Christian Bouchet, um então membro da Ordo Templi Orientis francesa, e construindo sobre os grupos de interesse nacional-fascista e migratório-integrativo na Ásia e na Europa, eles contribuem para trazer a política internacional para mais perto da geopolítica Rússia.
Dugin passou dois anos estudando as teorias geopolíticas, semióticas e esotéricas do controverso estudioso alemão Herman Wirth (1885-1981), um dos fundadores da Ahnenerbe alemã. Isso resultou no livro Hyperborean Theory (1993), no qual Dugin endossou amplamente as ideias de Wirth como uma possível base para seu eurasianismo. Aparentemente, este é "um dos mais extensos resumos e tratamentos de Wirth em qualquer idioma". De acordo com o antropólogo moldávio Leonid Mosionjnik Wirth, as ideias abertamente selvagens se encaixaram perfeitamente no vazio ideológico após o fim do comunismo, do liberalismo e da democracia. Dugin também promoveu a lenda de que Wirth havia escrito um livro importante sobre a história do Povo Judeu e do Velho Testamento, o chamado Palestinabuch, que poderia ter mudado o mundo se não tivesse sido roubado. As ideias de Dugin, particularmente aquelas sobre "uma aliança turca — eslava na esfera eurasiana" começaram a receber atenção entre certos círculos nacionalistas na Turquia.
A Ideologia do eurasianismo de Dugin também tem sido ligado à sua adesão às doutrinas da Escola Perenialista. As crenças tradicionalistas de Dugin são o assunto de um estudo da extensão de um livro por J. Heiser (The American Empire Should Be Destroyed — Aleksandr Dugin and the Perils of Imanentized Eschatology). Dugin também defende uma aliança russo-árabe. Declarou “Em princípio, a Eurásia e o nosso espaço, o coração da Rússia, continuam a ser o palco de uma nova revolução antiburguesa e antiamericana … O novo império eurasiano será construído com base no princípio fundamental do inimigo comum: a rejeição do atlantismo, o controle estratégico dos EUA e a recusa em permitir que os valores liberais nos dominem. Este impulso civilizacional comum será a base de uma união política e estratégica.” (As bases da Geopolítica, 1997).
A Rússia renascida, de acordo com o conceito de Dugin, é considerada por Charles Clover do Financial Times como uma versão ligeiramente refeita da União Soviética com ecos de Mil novecentos e oitenta e quatro de George Orwell, onde a Eurásia era um dos três superestados do tamanho de um continente incluindo Lestásia e Oceania como os outros dois e estava participando de uma guerra sem fim entre eles. Na esfera do discurso público da Eurásia, a política comunista totalitária implantada em mais de três décadas de trabalhos de vários grupos internacionais que fazem parte do movimento, é "uma versão de reintegração do espaço pós-soviético em uma esfera" eurasiana ". de influência para a Rússia ". O programa norte-americano "trabalha com uma ampla gama de parceiros de todos os setores da sociedade civil" e "é promovido por meio de doações, defesa e pesquisa, iniciativas regionais e envolvimento próximo".

### Igreja Ortodoxa e Neopaganismo Eslavo
Dugin foi batizado aos seis anos na igreja ortodoxa russa de Michurinsk por sua bisavó Elena Mikhailovna Kargaltseva. Desde 1999, ele abraçou formalmente um ramo dos “Velhos Crentes”, um movimento religioso russo que rejeitou as reformas de 1652-1666 da Igreja Ortodoxa Russa oficial. A filosofia eurasiana de Dugin deve muito ao Integralismo Tradicional e aos movimentos da Nova Direita e, como tal, ressoa com o Neopaganismo, uma categoria que, neste contexto, significa o movimento da Fé Nativa Eslava (Neopaganismo eslavo ou Rodnovery), especialmente nas formas de Anastasianismo e Ynglismo. O eurasianismo de Dugin é freqüentemente citado como pertencente ao mesmo espectro desses movimentos, e também tendo influências de tradições herméticas, gnósticas e orientais. Ele próprio apela a confiar na "teologia oriental e nas correntes místicas" para o desenvolvimento da Quarta Teoria Política.
De acordo com Marlene Laruelle, a adesão de Dugin ao grupo dos “Velhos Crentes” permite que ele se posicione entre o Paganismo e o Cristianismo Ortodoxo sem adotar formalmente nenhum deles. Sua escolha não é paradoxal, uma vez que, segundo ele — na esteira de René Guénon — a Ortodoxia russa e especialmente os “Velhos Crentes” preservou um caráter esotérico e iniciático que se perdeu totalmente no Cristianismo ocidental. Como tal, a tradição ortodoxa russa pode ser fundida com o neopaganismo e pode hospedar "a força nacionalista do neopaganismo, que o ancora no solo russo e o separa das outras duas confissões cristãs".

## Controvérsias

### Ucrânia
Dugin apóia Putin e sua política externa, mas se opõe às políticas econômicas do governo russo. Sua citação de 2007, "Não há mais oponentes do curso de Putin e, se houver, eles estão mentalmente doentes e precisam ser enviados para exames clínicos. Putin está em toda parte, Putin é tudo, Putin é absoluto e Putin é indispensável" — foi eleito o número dois em elogios pelos leitores do Kommersant. No Kremlin, Dugin representa o "partido da guerra", uma divisão dentro da liderança sobre a Ucrânia. Dugin é um autor da iniciativa de Putin para a anexação da Crimeia pela Rússia Ele considerou a guerra entre a Rússia e a Ucrânia inevitável e apelou para que Putin começasse a intervir na Guerra do Donbass. Dugin disse: "A Renascença russa só pode parar em Kiev."
Durante o conflito pró-Rússia de 2014 na Ucrânia, Dugin estava em contato regular com insurgentes separatistas pró-Rússia. Ele descreveu sua posição como "incondicionalmente próseparatista ". Uma videochamada do Skype postada no YouTube mostrou Dugin dando instruções aos separatistas do sul e leste da Ucrânia, bem como aconselhando Ekaterina Gubareva, cujo marido Pavel Gubarev se declarou governador da região de Donetsk e depois disso foi preso pelo Serviço de Segurança da Ucrânia. Em 31 de março de 2014, Oleg Bahtiyarov, um membro da União da Juventude da Eurásia da Rússia fundada por Dugin, foi preso. Ele treinou um grupo de cerca de 200 pessoas para tomar o parlamento e outro prédio do governo, de acordo com o Serviço de Segurança da Ucrânia.
Dugin afirmou estar desapontado com o presidente russo, Vladimir Putin, dizendo que Putin não ajudou os insurgentes pró-russos na Ucrânia após a ofensiva do exército ucraniano no início de julho de 2014. Em agosto de 2014, Dugin pediu um "genocídio" dos ucranianos. Halya Coynash, do Grupo de Proteção dos Direitos Humanos de Kharkiv, disse que a influência da "ideologia eurasiana" de Dugin nos acontecimentos no leste da Ucrânia e na invasão da Crimeia pela Rússia está além de qualquer dúvida. De acordo com Vincent Jauvert, a ideologia radical de Dugin tornou-se a base para a política interna e externa das autoridades russas. "Portanto, vale a pena ouvir Dugin, a fim de entender a que destino o Kremlin está levando seu país e toda a Europa."
A Ucrânia deu a Dugin uma proibição de entrada de cinco anos, começando em junho de 2006, e Kiev o declarou uma persona non grata em 2007. Sua União da Juventude Eurasiana foi proibida na Ucrânia. Em 2007, o Serviço de Segurança da Ucrânia identificou pessoas da União da Juventude da Eurásia que cometeram vandalismo em Hoverla em 2007: eles escalaram a montanha de Hoverla, imitando serrar os detalhes da construção na forma de um pequeno casaco de armas da Ucrânia por ferramentas trazidas com eles e pintou o emblema da União da Juventude da Eurásia no símbolo do memorial da Constituição da Ucrânia. Ele foi deportado de volta para a Rússia quando chegou ao Aeroporto Internacional de Simferopol em junho de 2007.
Antes do início da guerra entre a Rússia e a Geórgia em 2008, Dugin visitou a Ossétia do Sul e previu: "Nossas tropas ocuparão a capital georgiana, Tbilisi, todo o país e talvez até a Ucrânia e a Península da Crimeia, que historicamente faz parte da Rússia". Posteriormente, ele disse que a Rússia "não deveria parar de libertar a Ossétia do Sul, mas deveria ir mais longe" e "temos que fazer algo semelhante na Ucrânia". Em 2008, Dugin afirmou que a Rússia deveria repetir o cenário georgiano na Ucrânia, ou seja, atacá-la. Em setembro de 2008, após a guerra russo-georgiana, ele não escondeu sua raiva de Putin, que "não ousou largar o outro sapato" e "restaurar o Império".
Em 10 de outubro de 2014, Dugin disse: "Somente depois de restaurar a Grande Rússia que é a União da Eurásia, podemos nos tornar um jogador global confiável. Agora esses processos desaceleraram muito. O maidan ucraniano foi a resposta do Ocidente ao avanço de a integração russa." Ele descreveu o Euromaidan como um golpe de estado realizado pelos Estados Unidos: "A América deseja travar a guerra contra a Rússia não por suas próprias mãos, mas pelas mãos dos ucranianos. Prometendo piscar para até 10 mil vítimas entre a pacífica população da Ucrânia e, na verdade, exigindo as vítimas, os Estados Unidos conduziram a esta guerra.Os Estados Unidos deram o golpe de Estado durante o maidan com o objetivo desta guerra.Os Estados Unidos levantaram Russófobos neonazistas ao poder com o propósito desta guerra." Dugin disse que a Rússia é a principal força motriz para os eventos atuais na Ucrânia:" A Rússia insiste em sua soberania, sua liberdade, responde aos desafios que lhe são impostos, por exemplo, na Ucrânia. A Rússia está tentando integrar o espaço pós-soviético … " Como afirma o cientista político israelense Vyacheslav Likhachov," Se alguém levar a sério o fato de que uma pessoa como Alexander Dugin é o ideólogo da corrida imperial para o Ocidente, então pode-se estabelecer que a Rússia não vai parar tão longe quanto o Oceano Atlântico. "
No artigo de 2014 de Dmitry Bykov "Por que a TV, Alexander Dugin e Galina Pyshnyak crucificaram um menino", o uso do Canal Um da Rússia da história transmitida por Dugin e Pyshnyak sobre o menino supostamente crucificado como pretexto para intensificar o conflito foi comparado ao caso de Beilis. Em 9 de julho de 2014, Dugin em sua conta no Facebook escreveu uma história que uma criança de 6 anos foi supostamente pregada em um quadro de anúncios e morta a tiros diante dos olhos de seu pai. Em 16 de julho de 2014, Novaya Gazeta forneceu uma fita de vídeo de seu correspondente Eugen Feldman caminhando ao longo da praça principal em Sloviansk, perguntando a mulheres idosas locais se tinham ouvido falar do assassinato da criança. Eles disseram que tal evento não aconteceu. O site Change.org hospedou uma petição de cidadãos que exigiam "uma investigação abrangente com identificação para todas as pessoas envolvidas na fabricação do complô."
Em 2 de outubro de 2014, Dugin descreveu a situação em Donbass: "A crise humanitária já assola o território de Novorossiya. Já cerca de um milhão, senão mais, de refugiados estão na Federação Russa. Uma grande parte dos habitantes do DPR e do LPR simplesmente se mudaram para o exterior." No final de outubro de 2014, Dugin aconselhou os separatistas a estabelecerem a ditadura em Novorossiya até que vencessem o confronto.

### Relações com grupos radicais em outros países
Dugin fez contato com o pensador francês de extrema-direita Alain de Benoist em 1990. Por volta da mesma época, ele também conheceu os belgas Jean-François Thiriart e Yves Lacoste. Em 1992, ele convidou algumas das figuras europeias de extrema-direita que havia conhecido para a Rússia. Ele também trouxe membros do Jobbik (Hungria) e Aurora Dourada (Grécia) para a Rússia, a fim de fortalecer seus laços com o país. De acordo com o livro War for Eternity de Benjamin R. Teitelbaum, Dugin esteve com Steve Bannon, em Roma, em 2018, para discutir as relações geopolíticas da Rússia com os Estados Unidos e a China, bem como temas da escola perenialista.[carece de fontes?]
Dugin também desenvolveu ligações com partidos políticos de extrema-direita e extrema esquerda na União Europeia, incluindo Syriza na Grécia, Ataka na Bulgária, Partido da Liberdade da Áustria e Front National na França, para influenciar a política da UE na Ucrânia e Rússia. Dugin também está intimamente alinhado com o jornalista israelense Avigdor Eskin, que anteriormente atuou no conselho do Partido da Eurásia de Dugin.

### A Quinta coluna
A retórica típica sobre a quinta coluna como agentes estrangeiros é usada por Dugin para acusações políticas em muitas publicações. Em sua entrevista de 2014 publicada por Vzglyad e Komsomolskaya Pravda, ele disse: "Uma grande luta está sendo travada. E, claro, a Europa tem sua própria quinta coluna, seu próprio Bolotnaya Square- minded peopl,. fazendo coisas desagradáveis em Dozhd, a Europa é de fato dominada e governada pela quinta coluna em pleno andamento. Esta é a mesma gentalha americana." Ele vê os Estados Unidos nos bastidores, incluindo a quinta coluna russa; de acordo com sua declaração, "O perigo de nossa quinta coluna não é que eles sejam fortes, eles são absolutamente insignificantes, mas que eles são contratados pelo maior 'padrinho' do mundo moderno — pelos Estados Unidos. É por isso que eles são eficazes, eles funcionam, são ouvidos e se safam de qualquer coisa porque têm o poder mundial por trás deles." Ele vê a embaixada dos EUA como o centro de financiamento e orientação da quinta coluna e afirma: "Sabemos que a quinta coluna recebe dinheiro e instruções da embaixada americana."
De acordo com Dugin, a quinta coluna promoveu a dissolução da União Soviética como uma construção continental terrestre, tomou o poder sob Boris Yeltsin e liderou a Rússia como a elite político-econômica e cultural dominante até os anos 2000; a quinta coluna é o regime dos reformadores liberais da década de 1990 e inclui os ex -oligarcas russos Vladimir Gusinsky, Boris Berezovsky, ex-funcionários do governo Mikhail Kasyanov, Boris Nemtsov, Vladimir Ryzhkov, trabalhadores artísticos, culturais e de mídia, o Eco de Moscou, a Universidade Estatal Russa de Humanidades, os mais altos escalões da Escola Superior de Economia da National Research University, uma parte significativa de professores do Instituto Estadual de Relações Internacionais de Moscou e uma parte minoritária de professores da Universidade Estadual de Moscou. Dugin propõe privar a quinta coluna da cidadania russa e deportar o grupo da Rússia: "Eu acredito que é necessário deportar a quinta coluna e privá-los de sua cidadania." No entanto, em 2007, Dugin argumentou: "Não há mais oponentes da política de Putin e, se houver, eles estão mentalmente doentes e devem ser enviados para exames profiláticos de saúde." Em 2014, Dugin em uma entrevista paraO Der Spiegel confirmou que considera os adversários de Putin como doentes mentais.
Em uma de suas publicações, Dugin introduziu o termo sexta coluna e definiu-o como "a quinta coluna que apenas finge ser algo diferente", aqueles que são a favor de Putin, mas exigem que ele defenda os valores liberais (em oposição à quinta coluna liberal, que é especificamente contra Putin). Durante a intervenção militar russa de 2014 na Ucrânia, Dugin disse que toda a sexta coluna russa se levantou firmemente pelo oligarca ucraniano Rinat Akhmetov. Como ele afirma, "Precisamos lutar contra a quinta e a sexta colunas."
O artista russo-americano Mihail Chemiakin diz que Dugin está inventando "a sexta coluna". “Em breve, provavelmente, já haveria a sétima também.” A quinta coluna “é compreensível. Ou seja, nós, intelligentsia, péssima, safada, que lemos Camus. E “a sexta coluna”, na opinião dele, é mais perigoso, porque essa é a comitiva pessoal de Vladimir Putin. Mas ele é ingênuo e não entende nada. E quanto a Dugin, ele pode dizer a quem atirar até a morte e quem prender. Talvez, Kudrin e talvez, Medvedev…"
Segundo Dugin, toda a Internet deveria ser banida: "Acho que a Internet como tal, como fenômeno, vale a pena proibir porque não dá nada de bom a ninguém". Em junho de 2012, Dugin disse em uma palestra que a química e a física são ciências demoníacas, e que todos os russos ortodoxos precisam se unir em torno do presidente da Rússia na última batalha entre o bem e o mal, seguindo o exemplo do Irã e da Coreia do Norte. Ele acrescentou: "Se quisermos nos libertar do Ocidente, é necessário nos libertarmos dos livros didáticos de física e química." Dugin caracterizou sua posição no conflito ucraniano como "oposição firme à Junta e o nazismo ucraniano que estão aniquilando civis pacíficos", bem como rejeição ao liberalismo e à hegemonia dos EUA.

### Perda da chefia do departamento
Durante o conflito na Ucrânia, Dugin também perdeu o cargo oferecido como Chefe do Departamento de Sociologia das Relações Internacionais da Faculdade de Sociologia da Universidade Estadual de Moscou (embora fosse Chefe Adjunto desde 2009). Em 2014, uma petição intitulada "Exigimos a demissão do Professor AG Dugin da Faculdade de Sociologia da MSU!" foi assinado por mais de 10.000 pessoas e enviado ao reitor da MSU, Viktor Sadovnichiy. A petição foi iniciada após a entrevista de Dugin na qual ele disse em relação a ativistas pró-russos queimados em um prédio em Odessa em 2 de maio de 2014: ("Mas o que vemos no dia 2 de maio está além de qualquer limite. Mate-os, mate-os, mate-os. Não deveria haver mais conversas. Como professor, considero isso"). Enquanto ele falava sobre "aqueles que perpetraram a ilegalidade em 2 de maio", a mídia interpretou isso como um chamado para matar os ucranianos. Dugin afirmou ter sido demitido deste posto; a universidade alegou que a oferta do cargo de chefe de departamento resultou de um erro técnico e foi, portanto, cancelada, e que ele permaneceria como professor e vice-chefe de departamento sob contrato até setembro de 2014. Dugin escreveu a declaração de renúncia a ser renomeado para o pessoal da Universidade Estadual de Moscou devido ao cargo oferecido de chefe de departamento, mas desde que a nomeação foi cancelada e que ele não era mais um membro do corpo docente, nem um membro da equipe da Universidade Estatal de Moscou (os dois membros da equipe são formalmente diferentes na UEM).

## Publicações
- Platonismo Político, Arktos (2019)
- Ethos e Sociedade, Arktos (2018)
- Conflitos do futuro - O retorno da geopolítica, Bonus (2015)
- Noomahia: guerras de mente. Três Logos: Apolo, Dionísio, Cibele, Projeto Acadêmico (2014)
- Etnosociologia, projeto acadêmico(2014)
  - Etnosociologia, Arktos (2019)
- Martin Heidegger: filosofia para um outro começo, Akademicheskii proekt (2013)
  - Martin Heidegger: filosofia para um outro começo, Washington Summit (2014)
- Em busca do Logos escuro, Akademicheskii proekt (2013)
- Geopolítica da Rússia, Gaudeamus (2012)
  - Última Guerra da Ilha Mundial: A Geopolítica da Rússia Contemporânea, Arktos (2015)
- Putin protiv Putina, Yauza (2012)
  - Putin contra Putin, Arktos (2014)
- Os Estados Unidos e a Nova Ordem Mundial, com Olavo de Carvalho, VIDE Editorial (2012)
- Quarta Teoria Política, Amfora (2009)
  - Quarta Teoria Política, Arktos (2012)
  - Quarta Teoria Política, Arktos (2013)
  - Quarta Teoria Política, Ars Regia (2021)
  - A ascensão da quarta teoria política, Arktos (2017)
- Missão eurasiana, Eurasia (2005)
  - Missão Eurasaiana: Uma introdução ao neueurasianismo, Arktos (2014)
- Cultura pop e os sinais dos tempos, Amphora (2005)
- Filosofia da guerra, Yauza (2004)
- A Família Absoluta, Arktogeia-tsentr (1999)
- Templários do Proletariado: Bolchevismo Nacional e Iniciação, Arktogeia (1997)
- Fundamentos da geopolítica: o futuro geopolítico da Rússia, Arktogeia (1997)
- Metafísica das Boas Novas: Esoterismo Ortodoxo, Arktogeia (1996)
- Mistérios da Eurásia, Arktogeia (1996)
- Revolução conservadora, Arktogeia (1994)
- Conspirologia (1993)

Alguns dos livros de Dugin foram publicados pela editora Arktos Media, uma editora em inglês de livros perenialistas e da Nouvelle Droite.